# Pavlo Šeremeta
Pavlo Šeremeta (ukr. Павло Шеремета); rođen 23. svibnja 1971. u Ljvivu; ukrajinski menadžer, ekonomist, osnivač privatne ekonomske poslovne škole, predsjednik Kijevske ekonomske škole i ministar za ekonomski razvoj i trgovinu u Ukrajini od 27. veljače 2014. godine.

## Vanjske poveznice
- Društvena mreža Pavla Šeremete